# PZL P.1
Die PZL P.1 war das erste in Polen konstruierte und gebaute Jagdflugzeug aus dem Jahre 1929. Sie diente als Ausgangsmuster für die Typen P.7 und P.11, die in den 1930er-Jahren das Rückgrat der polnischen Jagdfliegerkräfte bildeten. Das Konzept mündete schließlich in den Typ P.24, welcher in zahlreiche Balkanstaaten exportiert wurde. Von der P.1 existierten zwei Prototypen.

## Entwicklung
Die Luftstreitkräfte Polens (Polskie Wojskowe Lotnictwo, PWL) verfügten in den 1920er-Jahren über ein Sammelsurium verschiedener Flugzeugtypen, hauptsächlich französischer Herkunft. Diesem Umstand sollte ab dem Ende des Jahrzehnts im Rahmen der sich entwickelnden staatliche Luftfahrtindustrie (PZL) durch die Konstruktion eigener Flugzeugmuster entgegengewirkt werden. Als Folge gab das Luftfahrtministerium eine Spezifikation für die Schaffung eines Standardjagdflugzeuges heraus. Zygmunt Puławski, Konstrukteur bei PZL, konstruierte deshalb ab 1928 als Parallelentwurf zur P.W.S.10 die P.1. Dieser Schulterdecker hatte abgeknickte Tragflügel, die sich im Profil und in der Dicke nach außen hin verjüngten. Sie sollten dem Piloten eine gute Sicht ermöglichen, waren das Hauptmerkmal der P-Reihe und wurden international als Puławski-Flügel (oder Polnischer Flügel) bekannt. Das scherenförmig ausgeführte starre Hauptfahrwerk mit Ölstoßdämpfern war ein weiteres Kennzeichen.
Der erste Prototyp P.1/I hatte einen V12-Motor Hispano-Suiza 12Lb. Der Erstflug erfolgte im September 1929 durch Hauptmann Bolesław Orliński. Im März 1930 folgte die P.1/II mit dem gleichen Triebwerk, aber einer geänderten Kühleranordnung und einem veränderten Seitenruder. Die weitere Entwicklung wurde abgebrochen, weil die polnische Luftwaffe für zukünftige Jagdflugzeuge einen Sternmotor favorisierte. Im selben Monat absolvierte die P.W.S.10 die Flugerprobung und es wurde entschieden, diese in Serie zu produzieren. Puławski entwickelte deshalb die P.1 zur P.6 und P.7 weiter.
Die Konstruktion der P.1 mit ihrem Puławski-Flügel sorgte in den frühen 1930er Jahren für Aufsehen auf einigen Luftfahrtausstellungen. Bald nach dem Erscheinen der P.1 entstanden auch in anderen Ländern Entwürfe, die dieses Konstruktionsmerkmal aufgriffen.

## Technische Daten
| Kenngröße             | Daten (PZL P.1/II)                                               |
| --------------------- | ---------------------------------------------------------------- |
| Konzeption            | Einsitziges Jagdflugzeug                                         |
| Konstrukteur(e)       | Zygmunt Puławski                                                 |
| Hersteller            | Państwowe Zakłady Lotnicze                                       |
| Baujahr(e)            | 1929–1930                                                        |
| Besatzung             | 1                                                                |
| Länge                 | 6,98 m                                                           |
| Spannweite            | 10,85 m                                                          |
| Höhe                  | 2,78 m                                                           |
| Antrieb               | ein flüssigkeitsgekühlter 12-Zylinder-V-Motor Hispano Suiza 12Lb |
| Leistung              | 600 PS (441 kW)                                                  |
| Höchstgeschwindigkeit | 302 km/h                                                         |
| Steigzeit             | 9 min auf 5000 m                                                 |
| Gipfelhöhe            | 8600 m                                                           |
| Flugzeit              | 1,45 h                                                           |
| Leermasse             | 1118 kg                                                          |
| Startmasse            | 1580 kg                                                          |
| Bewaffnung            | zwei bis vier MG                                                 |